# 法蘭克福大教堂

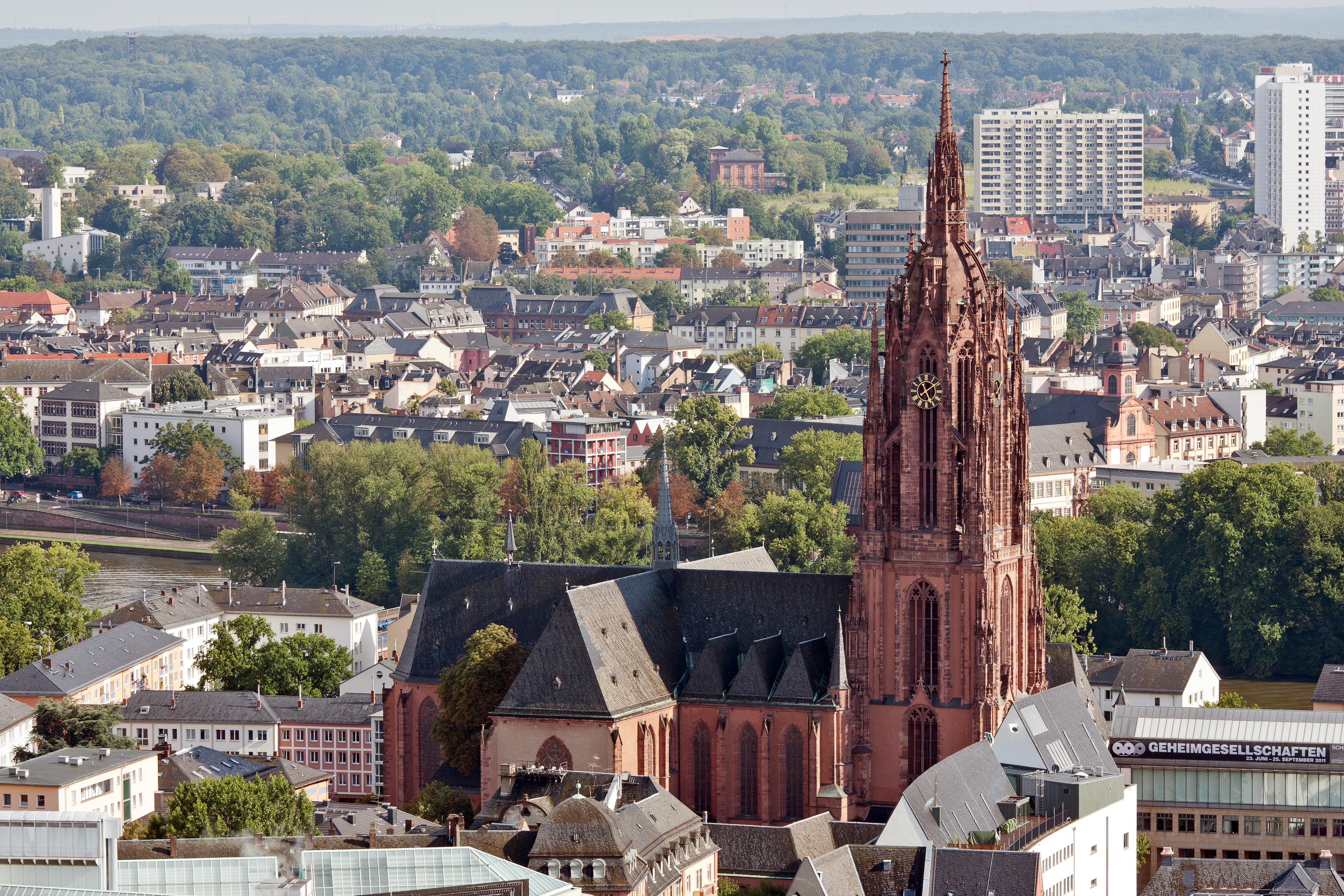
法蘭克福皇帝大教堂

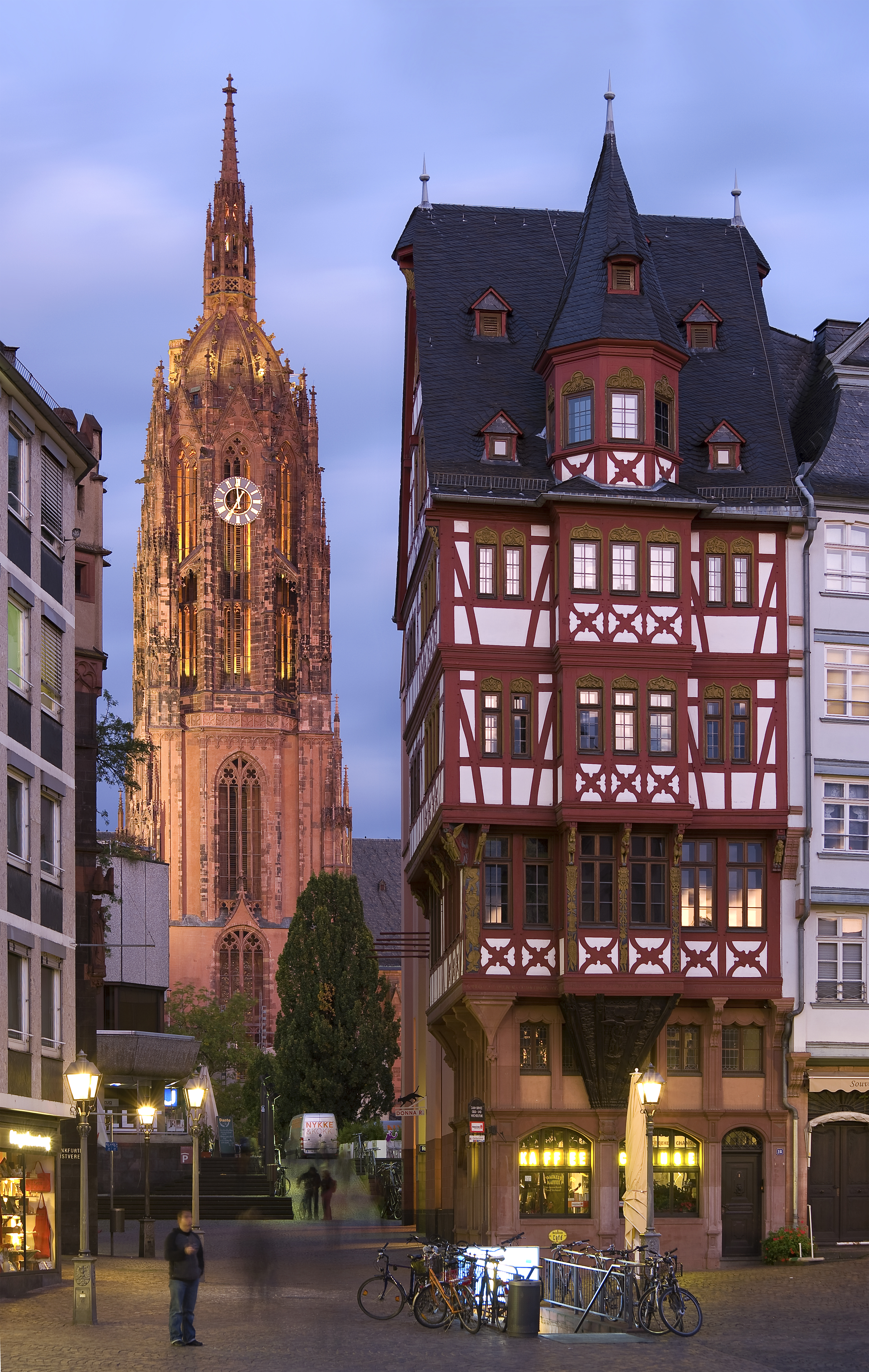
羅馬廣場通往大教堂的小徑

法蘭克福大教堂（或稱皇帝大教堂），中文常把此處錯誤翻譯為「主教座堂」，但對於歷史上從來沒有主教駐紮的這座教堂而言，「主教座堂」的翻譯並不正確。法蘭克福大教堂正式全稱為「圣·巴尔多禄茂 - 皇帝大教堂」（德語：Kaiserdom St. Bartholomäus），是德国城市法兰克福最重要的天主教堂，兴建于1250到1514年間的墨洛溫王朝時代，屬於哥特式建築风格。

## 歷代神聖羅馬皇帝加冕的御用教堂
1356年起，神圣罗马帝國皇帝在此選舉產生，並兼為德意志諸邦的國王。儘管皇帝的行政所在地往往定於維也納，但自从1562年起，到末代皇帝法蘭茲二世 (神聖羅馬帝國)加冕的1792年為止，歷代皇帝皆在此舉行加冕大典，使它在當時即成為神圣罗马帝国最重要的建筑之一，也是「皇帝大教堂」（德語：Kaiserdom）的稱號由來。1867年，教堂毁于大火，随后重建为今天的风格。

## 沒有主教教座的「主教座堂」
在此加冕稱帝的神聖羅馬皇帝此後身兼德意志諸侯的共主，象徵著德意志民族统一的精神，「皇帝大教堂」之名也反映出這座教堂在德意志政治史上扮演的重要角色。自18世紀開始，這座教堂因為世俗政治的巨大榮耀而被奉上了「Dom」的名義，中文世界因此亦常把這裡誤譯為「主教座堂」。然而，只有讓天主教廷派任主教驻扎的教堂才稱為「主教座堂」，沒有主教教座的教堂似不宜在中文譯成「主教座堂」。依照教廷的劃分，今天的法蘭克福屬於天主教林堡教區，主教座堂位於蘭河畔林堡，而隸屬於科隆大主教管轄。法蘭克福大教堂「Dom」的名銜僅在於彰顯其政治史上的地位，而非就宗教意義而言。

## 近代狀況
从1943年10月到1944年3月，法兰克福老城，这个中欧最大的哥特式城市被盟军的6次大轰炸所摧毁。最大的一次损失发生在1944年3月22日，老城有上千座建筑被毁，其中大多数为half-timber房屋。教堂受损严重，内部被完全焚毁。1950年代獲得重建，其高度为90米。

## 画廊

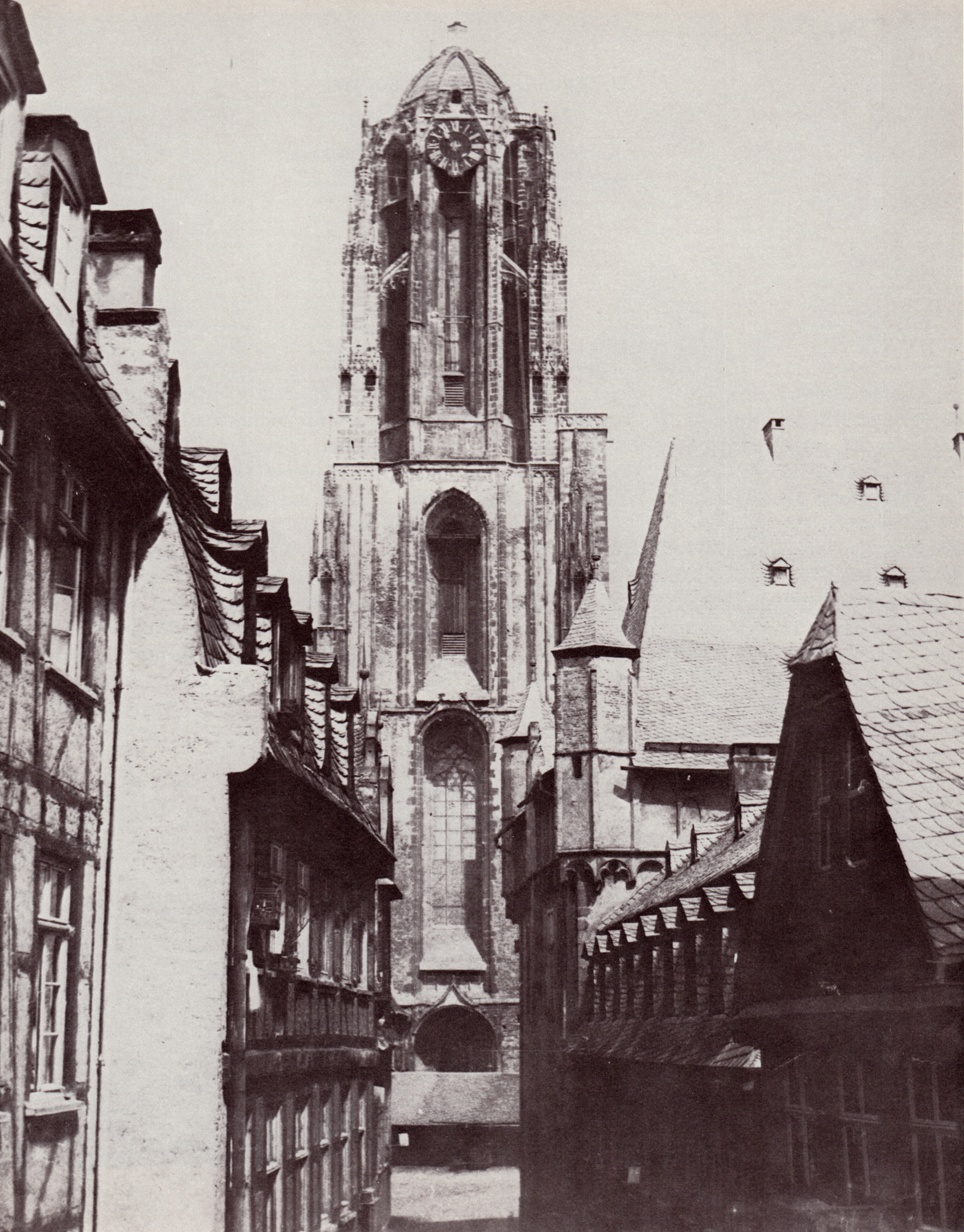
1867年大火前的教堂

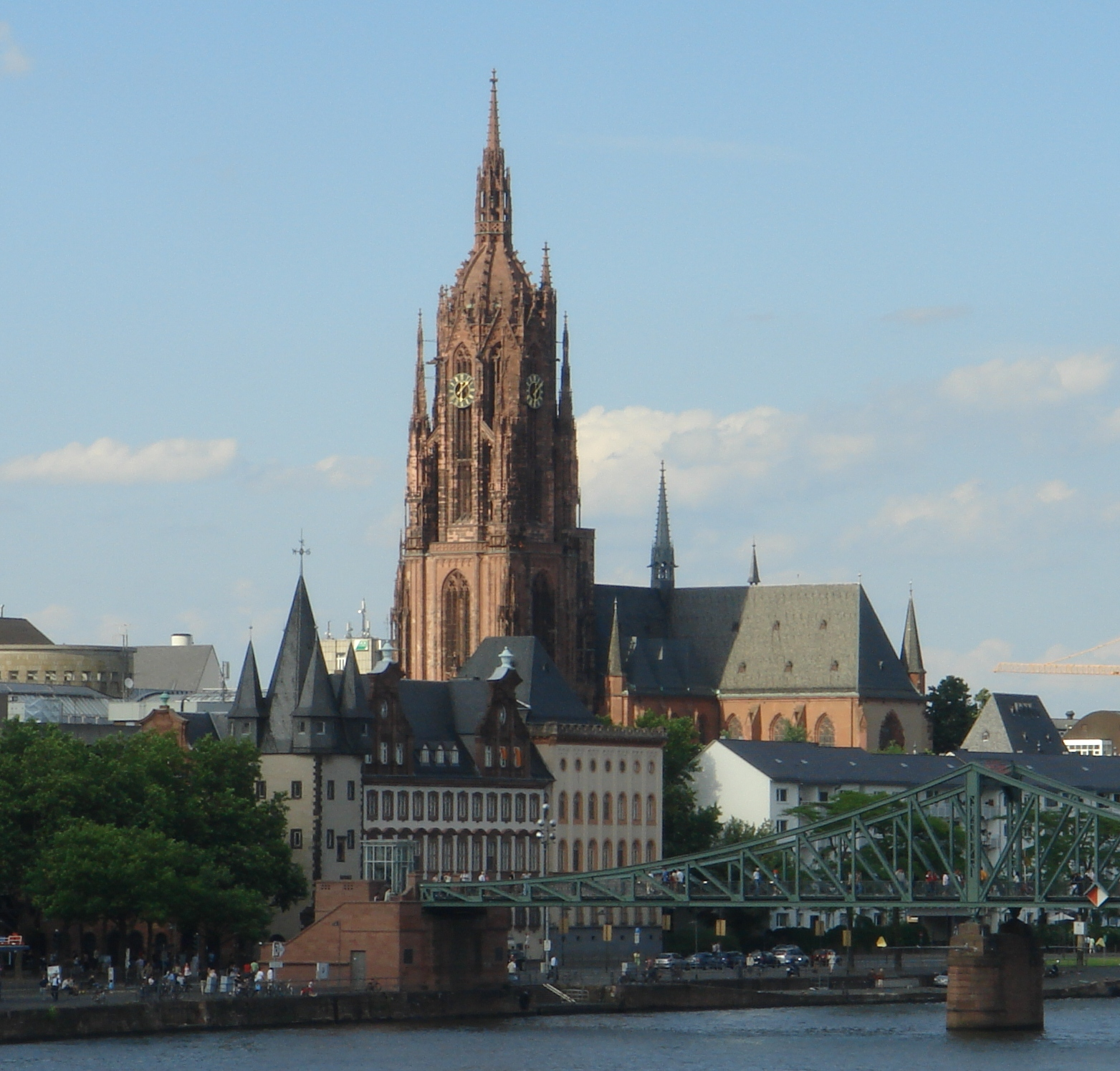
法兰克福皇帝大教堂

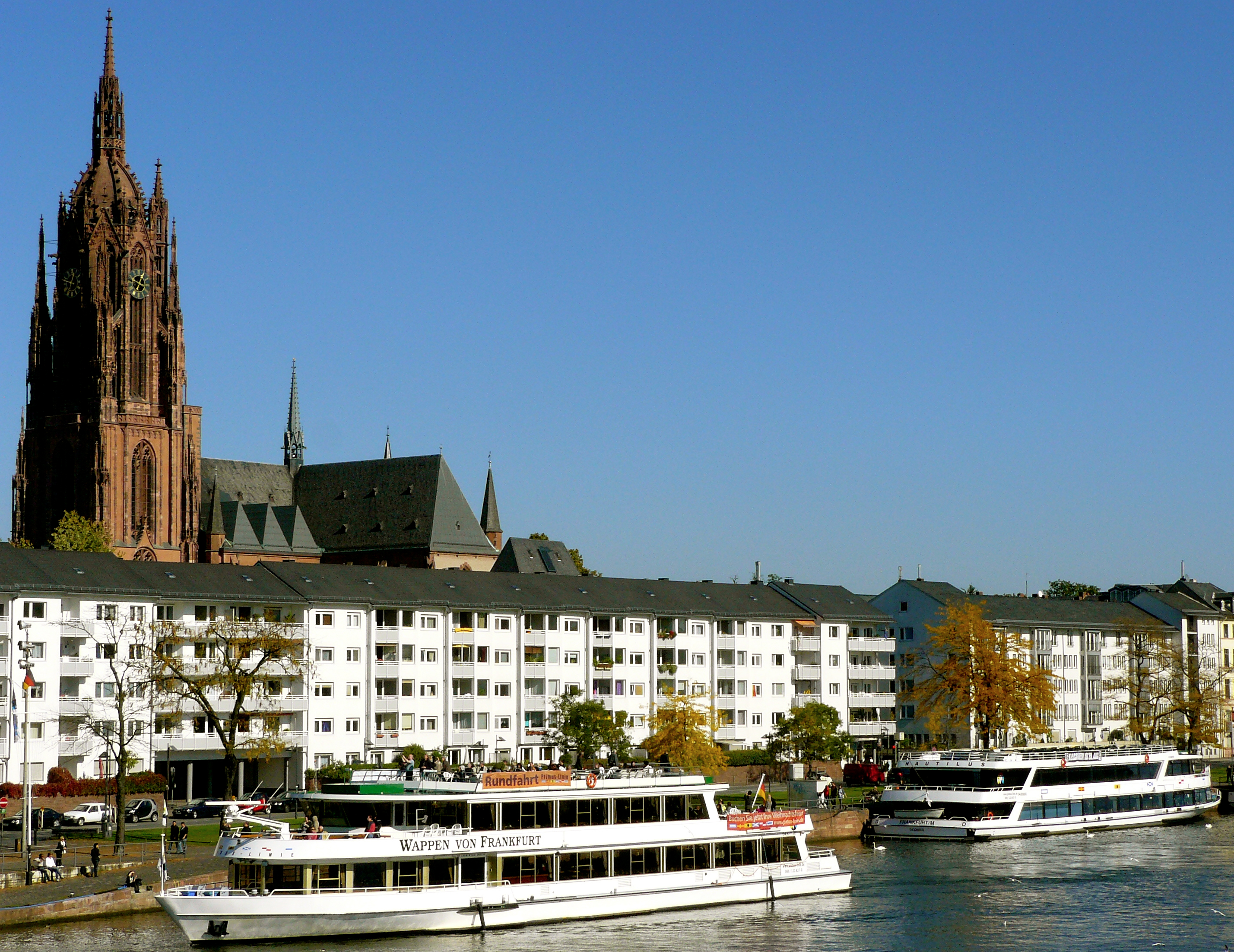
矗立在美茵河岸的大教堂

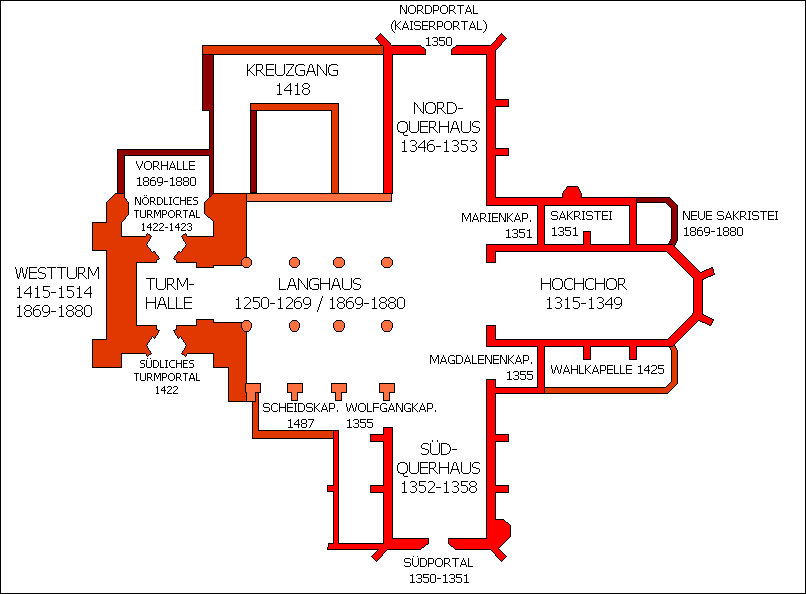
规划

大教堂的历史演变

50°06′38″N 8°41′06″E / 50.11056°N 8.68500°E